# Insolventie
Insolventie is in Europa een overkoepelende term om de situatie van het financieel onvermogen van ondernemingen, organisaties en particulieren te benoemen, het betekent dat een (rechts-)persoon niet in staat is om alle schulden te voldoen en andere lopende financiële verplichtingen na te komen. De term is afgeleid van het Latijnse werkwoord solvere, dat oplossen betekent. Met het ontkennende prefix ín- heeft het woord insolventie dus betrekking op het niet kunnen oplossen. Wereldwijd kennen landen wetgeving en andere regelingen voor deze situatie, er bestaan meestal verschillende regelingen voor bedrijven en personen en voor de situatie dat er naar objectieve maatstaven mogelijkheden bestaan de financiële toestand op de lange duur te verbeteren of niet. Het rechtsgebied dat zich bezig houdt met insolventie wordt insolventierecht of faillissementsrecht genoemd. In Nederland maakt de Wet schuldsanering natuurlijke personen (WSNP) deel uit van dit rechtsgebied.

## Oorzaken van insolventie
Insolventie kan betrekking hebben op de liquiditeit of op de solvabiliteit. Wanneer een (rechts-)persoon insolvent is op basis van de liquiditeit kan het op korte termijn zijn verplichtingen niet nakomen wegens een gebrek aan liquide middelen (geld). Er is bijvoorbeeld wel vermogen als onroerend goed of kunst. Dan is het mogelijk dat een bedrijf of particulier nog wel solvabel is en de liquiditeit kan verbeteren, bijvoorbeeld door bedrijfsonderdelen te liquideren (te gelde te maken). Veel insolventieprocedures voorzien in deze mogelijkheid, waarbij het bedrijf door middel van een moratorium op betalingen de tijd krijgt om schoon schip te maken. Voorbeelden van deze procedures zijn het Belgische 'uitstel van betaling' en de Nederlandse surseance van betaling. 
Wanneer het bedrijf insolvent is op basis van solvabiliteit wordt dat lastiger: een onderneming is dan op lange termijn niet in staat haar verplichtingen na te komen. In een dergelijk geval zal het hooguit nog mogelijk zijn voor een onderneming om te overleven wanneer de verliesgevende onderdelen nog kunnen worden afgestoten, bijvoorbeeld in een sterfhuisconstructie. Zo niet, dan rest slechts een procedure ter liquidatie van de gehele onderneming ten behoeve van alle crediteuren: het faillissement.

## Juridische maatregelen
Insolventiewetgeving kan vaak worden ingedeeld in herstructureringsprocedures waarbij een schuldenaar adempauze krijgt om zijn schulden (en eventueel inkomsten) te herstructureren, en liquidatieprocedures waarbij het gehele vermogen van de schuldenaar geliquideerd wordt ten behoeve van de schuldeisers. Ook kan men onderscheid maken tussen regelingen voor natuurlijke personen en regelingen voor rechtspersonen. 
Natuurlijke personen dienen vaak een liquidatie- en saneringsprocedure van enkele jaren te doorlopen waarna ze al dan niet een schone lei kunnen verkrijgen; voor zover mogelijk wordt actief aangewend om de schulden te betalen en het restant wordt kwijtgescholden. Houden ze zich niet aan de voorwaarden of bestaat een dergelijke regeling niet, dan zullen de schulden na liquidatie van het vermogen en aflopen van de procedure herleven en zit de schuldenaar hier soms levenslang aan vast.
Voor rechtspersonen bestaan in principe zowel herstructureringsprocedures als liquidatieprocedures, waarin bij de laatste ook de rechtspersoon zelf wordt geliquideerd. Directeuren en aandeelhouders zijn in principe niet persoonlijk aansprakelijk, al gelden soms voor directeuren strenge regels voor het moment van aanvragen van faillissement en het melden van de insolventie aan de sociale- en belastingautoriteiten. 
Vaak is er niets geregeld voor tussenvormen zoals personenvennootschappen, maatschappen en zelfstandige ondernemers (ZZPers), hetgeen vaak betekent dat teruggevallen wordt op de regeling voor natuurlijke personen. Hierdoor zal in principe het faillissement van de onderneming ook het faillissement van de ondernemer(s) betekenen. Dit risico is vaak een argument om een onderneming in de vorm van een kapitaalvennootschap te drijven.
Nederland en België hebben elk een drietal insolventieregelingen;
- Faillissement
- Surseance van betaling
- Wet schuldsanering natuurlijke personen

Veel wetten bevatten regels dat men een bepaalde functie niet meer mag uitoefenen wanneer men insolvent is, bijvoorbeeld die van erfrechtelijk executeur.

## Europese Insolventieverordening
Sinds 2002 is de Europese Insolventieverordening van kracht, die van grote invloed is op de nationale wetgeving over insolventie. De verordening is in 2015 herzien. De verordening bepaalt in grensoverschrijdende situaties welke procedure van welk land kan toegepast worden en van welk land de rechtbanken bevoegd zijn. Deze bepaalt ook dat de rechtbanken van de Europese lidstaten elkaars insolventieprocedures helpen uitvoeren. Zo bepaalt de verordening onder meer dat een (rechts)persoon failliet kan worden verklaard in het land van waaruit de economische belangen worden beheerd (COMI-criterium). Dit betekent dat een Belgisch bedrijf in Nederland failliet kan gaan, en andersom.
Dat de verordening verre van perfect is, bewees het Parmalat-schandaal. De Italiaanse regering deed alles om het bijna failliete concern te redden, en wijzigde hiervoor zelfs de wet. De Italiaanse regering en curator trokken de insolventieprocedure naar zich toe, zodat Italiaans recht van toepassing was. Hierdoor kon (zeer kort door de bocht gezegd) de curator in heel Europa een Italiaanse reddingsprocedure in gang zetten. Nederlandse en Ierse schuldeisers zagen de kans om ook maar een klein deel van hun geld terug te krijgen in rook opgaan. Voorts geeft de regelgeving mogelijkheden tot frauduleus gebruik van vennootschappen.
In januari 2022 is de openbare akkoordprocedure buiten faillissement toegevoegd aan bijlage A bij de Europese Insolventieverordening. Dit voorkomt dat schuldeisers zich aan de akkoordprocedure onttrekken door naar een Europese rechter te stappen.

### Europese Insolventierichtlijn
De Europese insolventierichtlijn heeft tot doel ervoor te zorgen dat failliete ondernemers met een goede naam een tweede kans kunnen krijgen en dat levensvatbare ondernemingen in financiële moeilijkheden in een vroeg stadium, om insolventie te voorkomen, toegang kunnen krijgen tot preventieve herstructureringsstelsels.